# دوسان سيستك
دوسان سيستك، بالبوسنية (Dušan Šestić) باليوغسلافية (Душан Шестић) ولد سنة 1946 في (بانجا لوكا, البوسنة والهرسك يوغسلافيا في ذلك الوقت) وهو مؤلف موسيقي مشهور في وطنه وما حولها. وقد ألّف النشيد الوطني للبوسنة والهرسك والذي تم تبنيه في شهر يونيو 1999.
ابنته ماريا سيستك مثلت البوسنة والهرسك في مسابقة الرؤية الأوروبية 2007.

## روابط خارجية
- دوسان سيستك على موقع ميوزك برينز (الإنجليزية)